# Институт международной экономической политики
Институт международной экономической политики (нем. Institut für Internationale Wirtschaftspolitik, IIW) — экономическое научно-исследовательское учреждение (Бонн); входит в состав Боннского университета. Директором института является Ю. фон Хаген.
Основные направления исследований: международные аспекты монетарной политики, регулирование делового цикла, проблемы независимости центрального банка, валютный курс, европейский денежный и экономический союз.
Институт ежегодно организует Констанские семинары по монетарной теории и политике (Konstanz Seminar on Monetary Theory and Policy), проходящие близ города Констанц на озере Бодензее.